# Carlo Sacconi

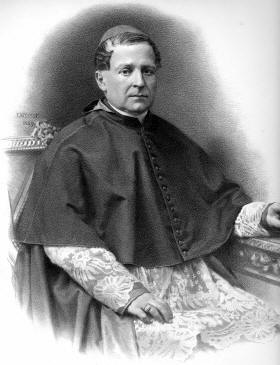
Erzbischof Carlo Sacconi (1860)

Carlo Sacconi (* 9. Mai 1808 in Montalto delle Marche, Provinz Ascoli Piceno, Italien; † 25. Februar 1889 in Rom) war ein italienischer Diplomat und Kurienkardinal der Römischen Kirche.

## Leben
An der Universität von Rom promovierte er zum Doctor iuris utriusque. Er arbeitete zunächst in der Diözese Montalto und leitete als Professor das Priesterseminar. 1829 wurde er Domherr an der Kathedrale von Montalto und arbeitete gleichzeitig in der damaligen Kongregation zur Vollstreckung und Auslegung der Beschlüsse der Tridentiner Kirchenversammlung wie auch zur Erkennung über Dekrete der Provinzsynoden (Congregatio cardinalium Concilii Tridentini interpretum; heute: Dikasterium für den Klerus), seine weiteren Tätigkeiten waren Büroleiter in verschiedenen Einrichtungen, darunter auch als Finanzprüfer in der Nuntiatur von Piedmont.

### Nuntius in Bayern
Am 13. November 1847 übernahm er die Funktion eines Internuntius in Bayern, um dann mit der Weihe zum Titularbischof von Nicaea am 27. Mai 1851 bis 1853 die Apostolische Nuntiatur in München zu leiten. In diese Amtszeit fiel auch die „Erste gemeinsame Versammlung der deutschen Bischöfe in Würzburg“, beim bayerischen Episkopat stieß diese Konferenz jedoch auf Widerstand, der Münchener Erzbischof Karl August Graf von Reisach (1846–55) lehnte die beabsichtigte Konferenz ab und hatte im Internuntius Carlo Sacconi einen wichtigen Verbündeten. Dessen ungeachtet fand die Versammlung statt, aus der später die Deutsche Bischofskonferenz entstehen sollte. Anlässlich dieser Konferenz warnte Nuntius Sacconi in einem Bericht an die Kurie vor Ignaz von Döllinger, der – so Sacconi – im „Geiste der Neuerungen, der Demokratie und der allgemeinen Revolutionen und Reformen“ in der Theologie und in der Kirche wirke.

### Nuntius in Frankreich
Carlo Sacconi wechselte nun nach Frankreich, um bis 1861 die dortige Nuntiatur zu leiten. Am 27. September 1861 wurde er von Papst Pius IX. in den Kardinalstand erhoben und zum Kardinalpriester der Titelkirche Santa Maria del Popolo berufen, somit wurde er Kurienkardinal. In den Jahren 1870 bis 1884 übernahm er auch die Funktion als Kardinalbischof der suburbikarischen Bistümer Palestrina, Porto e Santa Rufina sowie Ostia-Velletri.

### Kardinaldekan
1884 wurde Sacconi  zum Kardinaldekan gewählt, was er bis zu seinem Tod blieb. Bis zu seinem Tod am 25. Februar 1889 war er zudem Präfekt der seinerzeitigen Kongregation für Zeremonien.